# ドミニオン電波天文台
座標: 北緯49度19分15.6秒 西経119度37分26.4秒 / 北緯49.321000度 西経119.624000度
ドミニオン電波天文台（ドミニオンでんぱてんもんだい、英: Dominion Radio Astrophysical Observatory、略称：DRAO）は、1960年にカナダ、ブリティッシュコロンビア州ペンティクトンに建設された研究施設である。ここには、電波干渉計、単体の26メートル電波望遠鏡、太陽フラックス計測装置の三種類が備えられており、技術研究がなされている。 DRAOはカナダ政府所属のカナダ国家研究会議、ヘルツベルグ天体物理学研究所によって運営されている。

## 設備

### 電波干渉計
ここの電波干渉計は、東西600メートルにわたり直線状に設置された7つある直径9メートルの皿状金網アンテナで構成される。
アンテナは408メガヘルツの単方向円偏波、1408メガヘルツの双方向円偏波を受け取るよう設定され、それらは、4つすべてのストークス・パラメータについて調整されるものと思われる。スペクトロメータも1420メガヘルツ、すなわち中性水素が発する21cm線電波観測に用いられる。

### 26メートル電波望遠鏡
単体の皿上金網アンテナを用いて 408 メガヘルツ および  1.5、2.7 、4.9 、6.6 、8.4 ギガヘルツが観測でき、これには水素21cm波、ヒドロキシルラジカル(OH)の1.6ギガヘルツ波、およびメタノールの6.6ギガヘルツ波が含まれる。

### 太陽フラックス計測儀
二つの盤面皿状アンテナを同時に用い、10.7cm波を観測する装置である。

### 技術廠
観測施設のみならず、DRAOの運用企画、受信装置の電子機器の研究および製作等が行われている。これらのプロジェクトは超大型干渉電波望遠鏡群、ジェームズ・クラーク・マクスウェル望遠鏡などの外部の観測施設の機器が含まれる。